# Илија Панајотовић
Илија Ика Панајотовић (Београд, 25. април 1932 — Лос Анђелес, 18. јули 2001) био је српски тенисер и касније, сценариста, режисер и филмски продуцент.